# Janette Novo Castillo
Janette Novo Castillo (La Habana, 2 de marzo de 1971) es una política hipano-cubana del Partido Popular (PP), concejala en el Ayuntamiento de Rivas-Vaciamadrid entre los años 2011 a 2015 y desde el año 2019. Entre 2021 y 2023 fue diputada en la Asamblea de Madrid.

## Biografía
Janette Novo es licenciada en Derecho por la Universidad de La Habana. Ha desarrollado su carrera profesional en diferentes empresas privadas en el sector del derecho. En 2009 se incorporó al Grupo Parlamentario Popular en el Senado, en el gabinete de presidencia, hasta 2019.
Afincada en España desde 1996, ha sido concejal en el Ayuntamiento de Rivas-Vaciamadrid entre 2011 y 2015; y desde 2019 hasta la actualidad. Además, desde 2019 es portavoz y presidenta del Partido Popular en el consistorio ripense.
Fue concejal durante la legislatura comprendida entre 2011 y 2015. En febrero de 2019 fue nombrada candidata del PP a las elecciones municipales que se celebraron en mayo de ese año, consiguiendo 4.032 votos (9,09%) y 2 concejales, siendo la cuarta fuerza más votada.
En marzo de 2021, fue incluida en la candidatura a las elecciones autonómicas del 4 de mayo a la Asamblea de Madrid en el puesto 55, resultando elegida diputada de la XII Legislatura.
En julio de 2022, la presidenta del Partido Popular de Madrid, Isabel Díaz Ayuso, confirmó a Janette Novo como candidata a la alcaldía de Rivas-Vaciamadrid en los comicios municipales que tendrían lugar en mayo del próximo año. En las Elecciones municipales de 2023 en Rivas-Vaciamadrid, el Partido Popular, encabezado por Janette Novo, logró por primera vez en la historia del municipio la victoria, consiguiendo ser la primera fuerza con 16.778 votos (31,63%) y 9 concejales.